# Hister apis
Hister apis är en skalbaggsart som beskrevs av Sylvain Auguste de Marseul 1870. Hister apis ingår i släktet Hister och familjen stumpbaggar. Inga underarter finns listade i Catalogue of Life.